# Debora Menicucci
Debora Sacha Menicucci Anzola (sinh ngày 02 tháng 5 năm 1991 tại Caracas) là một nữ diễn viên, người mẫu, nhà thiết kế thời trang người Venezuela và người giữ danh hiệu cuộc thi sắc đẹp chiến thắng năm 2014 danh hiệu Hoa hậu Venezuela Thế giới. Cô đại diện cho Venezuela tại Miss World 2014, tại London (Anh), vào ngày 14 tháng 12 năm 2014.
Menicucci đã đăng quang Hoa hậu Thế giới Venezuela 2014 trong phiên bản thứ hai của cuộc thi Hoa hậu Thế giới Venezuela, được tổ chức vào ngày 2 tháng 8 năm 2014 tại Caracas. Cô được trao vương miện bởi chủ sở hữu bên ngoài Karen Soto.
Debora trước đó đã từng tham gia Hoa hậu Venezuela 2013, khi cô đại diện cho bang Amazonas. Cô đã giành giải thưởng Catwalk và Miss Attitude xuất sắc nhất.

## Cuộc sống cá nhân
Cô đã kết hôn với Chủ tịch Tòa án Tối cao Venezuela, Maikel Moreno.